# Leishmania tarentolae
Esta especie del género Leishmania se considera no patogénica para humanos. L. tarentolae fue nombrada por Wenyon en 1921, y fue identificada como parásito en algunas especies de reptiles. Actualmente se encuentra agrupada en el subgénero Sauroleishmania (Lainson and Shaw, 1987), del que es la especie tipo.